# ميلوس سافيتش
ميلوس سافيتش (بالصربية: Милош Савић)‏ هو متزلج جماعي صربي، ولد في 1 مارس 1987 في كراغوييفاتس في صربيا.

## وصلات خارجية
- ميلوس سافيتش على موقع الاتحاد الدولي لألعاب القوى (الإنجليزية)
- ميلوس سافيتش على موقع IBSF (الإنجليزية)
- ميلوس سافيتش على موقع اللجنة الأولمبية الدولية (الإنجليزية)
- ميلوس سافيتش على موقع أوليمبيديا (الإنجليزية)
- ميلوس سافيتش على موقع اللجنة الأولمبية الصربية (الصربية)